# 광 통신

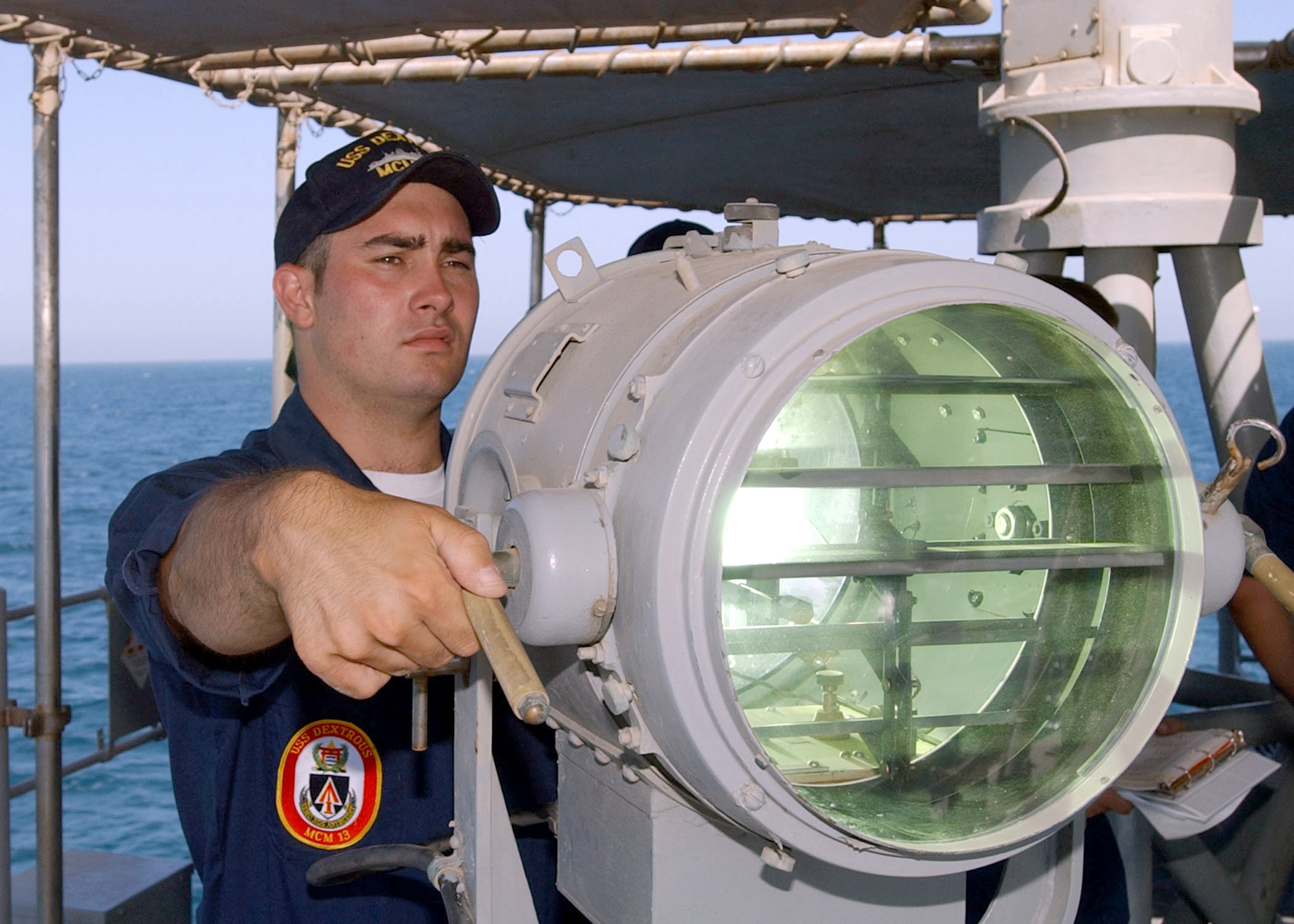
해군의 시그널 램프. 셔터를 사용하는 형태의 광 통신으로서 일반적으로 모스 부호를 이용한다. (2002년)

광 통신(光通信, optical communication, optical telecommunication)은 특정한 거리에서 빛을 이용하여 정보를 전달하는 통신이다. 시각적으로, 또는 전자 장치를 이용하여 수행할 수 있다. 기초적인 최초의 형태의 광통신은 수백만 년 전으로 거슬러 올라가는 반면, 이를 수행하기 위한 최초 형태의 전자 장치는 1880년에 발명된 광선 전화(포토폰)이었다. 통신에 사용되는 빛의 파장으로는 근적외선 (850nm ~ 1600nm) 영역이 사용되고 있다.

## 형태
연기 신호, 봉화, 유압 전신, 선박 깃발, 수기 신호가 최초 형태의 광 통신이다. 유압 전신 수기 신호는 기원전 4세기 경 그리스로 거슬러 올라간다. 조난 조명탄은 위기 상황에서 선원들에 의해 여전히 사용되며 탐험 위험에 대비하여 등대와 항해등이 사용된다.

## 같이 보기
- 포토 커플러
- 광통신망
- 수동 광통신망

## 추가 문헌
- Bayvel, Polina Future High-Capacity Optical Telecommunication Networks, Philosophical Transactions: Mathematical, Physical and Engineering Sciences, Vol. 358, No. 1765, January 2000, Science into the Next Millennium: Young Scientists Give Their Visions of the Future: II. Mathematics, Physics and Engineering, pp. 303–329, stable article URL: https://www.jstor.org/stable/2666790, published by The Royal Society.
- Dilhac, J-M. The Telegraph of Claude Chappe -An Optical Telecommunication Network For The XVIII Century 보관됨 2016-03-10 - 웨이백 머신, Toulouse: Institut National des Sciences Appliquées de Toulouse. Retrieved from IEEE Global History Network.